# Gersin Livia Paya

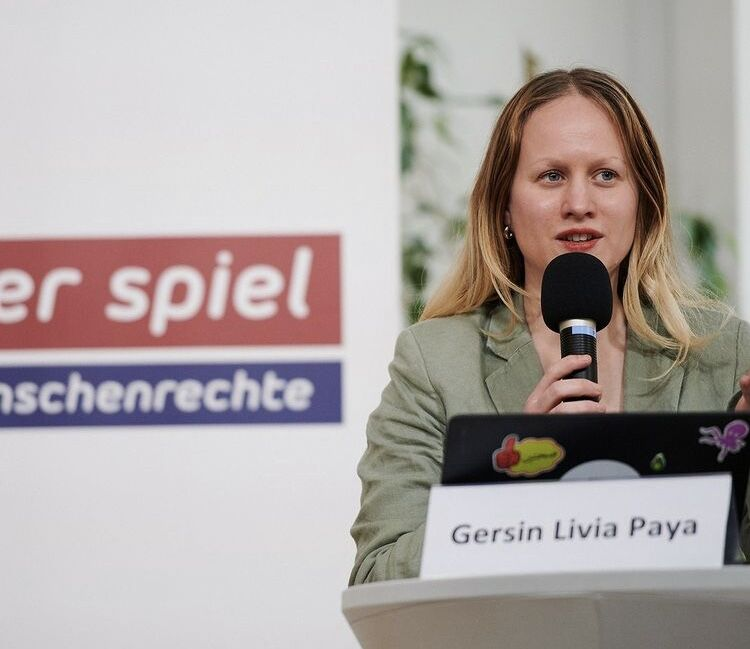
Gersin Livia Paya, 2022

Gersin Livia Paya (* 11. Februar 1987 in Klagenfurt am Wörthersee, Kärnten) ist eine österreichische Fotografin, Filmregisseurin, Schauspielerin, Moderatorin und Journalistin.

## Leben und Wirken
Gersin Livia Paya wuchs in Wien, Kärnten, Vorarlberg, Los Angeles und Neuseeland auf. Ihre Mutter ist Österreicherin, ihr Vater Iraner. Sie hat zwei Brüder.
2006 machte sie ihren Schulabschluss in Neuseeland an der Westland Highschool. Als sie zurück nach Österreich kam und ihr Studium der Kommunikationswissenschaften und Germanistik begann, wurde sie festes Mitglied des österreichischen DJ/VJ-Kollektivs Etepetete.
Sie studierte in Wien Kommunikationswissenschaften und an der Hochschule der Populären Künste Berlin (heute SRH Berlin School of Popular Arts) TV- und Radio-Journalismus. Sie war Moderatorin und Redakteurin der im Rahmen der Olympischen Winterspiele 2014 von Fiat und Vice Germany produzierten Kampagne Panda To Sochi, in deren Rahmen sie mit dem Auto quer durch Europa bis nach Sotschi zu den Olympischen Spielen reiste.
Sie produzierte auch Musikvideos für die österreichische Sängerin Soia und die Deep-House-DJ Joyce Muniz.
Für den amerikanischen Markt moderierte sie eine Sendung der VICE US, in der sie Werner Freund und seine Wölfe traf. Sie arbeitete für Werbekampagnen von District MTV. Paya ist für den österreichischen Jugendradiosender FM4 als Journalistin und Multimedia-Producerin tätig, unter anderem bei der sozialpolitischen Live-Talkshow FM4 Auf Laut.

## Filmografie (Auswahl)

### Als Schauspielerin
- 2015–2016: Ecke Weserstrasse (in zwei Episoden der Webserie)
- 2022: Mother Superior

### Als Regisseurin

#### Musikvideos
- 2013: I-WOLF & THE CHAINREACTIONS – LET IT GO[9]
- 2013: Snøffeltøffs – High School Teen[10]
- 2014: Joyce Muniz & Kiki – Warriors[11]
- 2018: SOIA & Moo Latte – Switch Switch[12]
- 2018: Schmieds Puls – RUN[13]
- 2019: 5K HD – Crazy Talk[14]
- 2020: My Ugly Clementine – Who[15]
- 2021: Kerosin95 – HEEEY[16]
- 2023: 5K HD – Consider[17]
- 2023: My Ugly Clementine – Are You In[18]
- 2023: My Ugly Clementine – Feet Up[19]

## Publikationen
- Razavi Parvin: Teheran – Die Kultrezepte. Christian-Verlag, 2018, ISBN 978-3-95961-115-2. Gersin Livia Paya hat Fotos beigesteuert.